# GNU Paint
GNU Paint, també conegut com a gpaint, és un editor d'imatges de codi obert similar al Microsoft Paint. Forma part de l'entorn d'escriptori GNOME i és programari lliure distribuït sota els termes de la llicència GNU General Public License v3.
Les característiques del gpaint inclouen:
- Eines de dibuix com ara ovals, a mà alçada, polígon i text, amb farciment o ombra per als polígons i va tancar a mà alçada formes.
- Tallar i enganxar mitjançant la selecció de regions irregulars o polígons.
- Suport d'impressió preliminar amb gnome-print.
- Interfície d'usuari fàcil d'usar amb eines i paletes de colors.
- Múltiple edició d'imatges en una sola instància del programa.
- Totes les funcions de processament d'imatges presents en Xpaint.
- No hi ha possibilitat de retallar imatges.